# Lúcia
A Lúcia a Lúciusz férfinév női párja.

## Rokon nevek
- Luca
- Lucilla:[1] a Lúcia latin kicsinyítőképzős alakja.[2]

## Gyakorisága
Az 1990-es években a Lúcia ritka, a Lucilla szórványos név, a 2000-es években nem szerepelnek a 100 leggyakoribb női név között.

## Névnapok
Lúcia
- március 25.[2]
- szeptember 16.[2]
- december 13.[2]

Lucilla
- július 27.[2]

## Híres Lúciák, Lucillák
- Borza Lucia magyarországi román folklorgyűjtő, tanár, újságíró, tankönyvszerkesztő
- Lucie Bílá cseh énekesnő
- Lucía Etxebarria kortárs spanyol írónő
- Lucía Pérez spanyol énekesnő
- Lucie Šafářová cseh teniszedzőnő
- S. Hegyi Lucia divattervező
- Pártai Lucia meteorológus
- I. Lúcia tripoliszi grófnő